# تاندو
تاندو (روسی: Тандо) یک شهرک در روسیه است که در داغستان واقع شده‌است.